# 카페 아메리카노
카페 아메리카노(이탈리아어: caffè americano, 스페인어: café americano) 또는 단순히 아메리카노(Americano)는 에스프레소를 뜨거운 물로 농도를 희석하여 마시는 커피 음료의 한 종류이다. 그 농도는 일반적인 드립 커피와 비슷하지만 풍미(風味)는 다르다. 아메리카노의 농도는 에스프레소의 '샷' 수와, 더해지는 물의 양에 따라 달라진다. 이탈리아어인 'caffè americano'를 영역(英譯)하면 'American coffee'이지만, 영미권에서도 이탈리어 표현 그대로 쓴다. 또한, 'Americano'에서의 'America'는 미국을 뜻하며, 'no' 부분은 이탈리아어로서 '~처럼'이라는 뜻이 있다.

## 역사
1773년 보스턴 차 사건 이후 미국 사람들이 홍차를 대신해 커피를 홍차처럼 연하게 마시기 시작하였고 미국 사람들의 연하게 마시는 스타일이 지속되어 아메리칸 스타일의 커피라 불리었다.
제2차 세계대전 때 추축국에 가담했던 이탈리아가 1943년에 항복하였을 때 로마에 입성하였던 연합군 자격의 미군 병사들이 이탈리아식 커피인 에스프레소를 마셨을 때 쓴맛 때문에 여기에 물을 희석하면서 마셨다고 하여서 이탈리아어로 미국인을 뜻하는 아메리카노로 불렸다.

## 만드는 방법
아메리카노는 에스프레소 샷 1개와 2잔 정도의 뜨거운 물 (150~480ml)을 섞어서 만든다. 먼저 잔에 뜨거운 물을 붓고, 에스프레소를 추출하여 뜨거운 물에 넣는다. 머그잔에 적당량의 물을 붓고 난 후 살살 돌리면서 에스프레소를 부어주면 진한 크레마가 살짝 떠서 더 맛있어 지기도 한다. 에스프레소나 뜨거운물의 양은 각자 기호에 따라 조절하면 된다.
에스프레소에 쓰이는 원두와 물의 양에 따라 커피 맛이 다양해진다. 물을 넣어 희석시켰다고 해서 커피 맛이 약해지는 것이 아니다. 뜨거운 물이 맛을 부드럽게 만들어 주어 커피 본연의 특징이 강조되기도 한다.  이렇게 하면 쓴맛이 줄어들어 많은 사람이 무난하게 즐길 수 있게 된다.
에스프레소, 리스트레토, 룽고를 이용해서 아메리카노를 만들 수 있다. 리스트레토로 만든 아메리카노가 물과 많이 희석되므로 가장 연하고, 룽고로 만든 아메리카노가 물과 적게 희석이 되므로 가장 진하다. 아메리카노에 설탕을 넣어 먹거나 좋아하는 각종 향시럽을 첨가해서 즐길 수도 있다.

## 종류
- 아이스 아메리카노(iced americano)는 뜨거운 물 대신 차가운 물을 에스프레소에 더해 만든다. 추가로 얼음을 넣기도 한다.
- 레드 아이(red eye)는 뜨거운 물 대신에 드립 커피를 넣는다. 캐나다에서는 "Canadiano(캐나디아노)"로 불리기도 하며, 때때로 아메리카노와 같은 뜻으로 쓰이기도 한다.
- 롱 블랙(long black)은 아메리카노와 비슷한 종류로, 오스트레일리아와 뉴질랜드에서 유명하다. 뜨거운 물에 에스프레소 샷 둘을 더해 크레마가 유지된다.

## 문화
이 음식을 바탕으로 한 10cm의 아메리카노가 있다.
한국에는 아이스 아메리카노와 관련한 유행어가 있다. '아아'는 아이스 아메리카노의 줄임말로, 대부분의 한국 카페에서 아이스 아메리카노를 주문할 때 '아아'라고 줄여말해도 알아듣는다. '얼죽아'는 얼어죽어도 아이스 아메리카노를 마신다'의 줄임말로, 한 트위터리안이 작성한 트윗으로부터 유행하여 그 해 스타벅스 아이스 아메리카노 매출이 전년대비 30%가 증가하기도 했다.

## 같이 보기
- 롱 블랙